# مقصدهای پروازی ایزی‌جت
مقصدهای پروازی ایزی‌جت به شرح زیر است:

## آفریقا
مصر
- غردقه – فرودگاه بین‌المللی غردقه

مراکش
- اگادیر – فرودگاه اگادیر المسیره
- کازابلانکا – فرودگاه بین‌المللی محمد پنجم [فصلی تابستان]
- صویره – فرودگاه موگادور[۱]
- مراکش – فرودگاه مراکش-منارا

## آسیا
قبرس
- لارناکا – فرودگاه بین‌المللی لارناکا
- پافوس – فرودگاه بین‌المللی پافوس

اسرائیل
- تل‌آویو – فرودگاه بین‌المللی بن گوریون

ترکیه
- آنتالیا – فرودگاه آنتالیا [فصلی تابستان]
- بودروم – فرودگاه میلاس-بودروم [فصلی تابستان]
- دالامان – فرودگاه دالامان [فصلی تابستان]
- ازمیر – فرودگاه عدنان مندرس [فصلی تابستان]

## اروپا
اتریش
- اینسبروک – فرودگاه اینسبروک
- زالتسبورگ – فرودگاه زالتسبورگ
- وین – فرودگاه بین‌المللی وین

بلژیک
- بروکسل – فرودگاه بروکسل

بلغارستان
- صوفیه – فرودگاه صوفیه

کرواسی
- دوبروونیک – فرودگاه دوبروونیک [فصلی تابستان]
- پولا – فرودگاه پولا [فصلی تابستان][۲]
- اسپلیت – فرودگاه اسپلیت [فصلی تابستان]

جمهوری چک
- پراگ – فرودگاه پراگ رازیون

دانمارک
- کپنهاگ – فرودگاه کپنهاگ

استونی
- تالین – فرودگاه لنارت مری تالین

فرانسه
- بیاریتز – فرودگاه بیاریتس – انگلت – بییون
- بوردو – فرودگاه بوردو–مریگناک
- برست – فرودگاه برست برتانی
- جزیره کرس
  - آژاکسیو – فرودگاه آیاتچو – ناپلئون بنوپارت [فصلی تابستان]
  - باستیا – فرودگاه باستیا – پورتا [فصلی تابستان]
  - فیگاری – فرودگاه فیگاری ساد-کورسه [فصلی تابستان]
- گرونوبل – فرودگاه گرنوبل-ایزره [فصلی زمستان]
- لا روشل – فرودگاه لا روشل – ایل دو ر [فصلی تابستان]
- لیل – فرودگاه لیل
- لیون – فرودگاه لیون-سینت اگزوپری پایگاه عملیاتی
- مارسی – فرودگاه مارسی پروانس
- مون‌پلیه – فرودگاه مونپلیه - مدیترانه
- نانت – فرودگاه نانت آتلانتیک
- نیس – فرودگاه نیس کوت دازور پایگاه عملیاتی
- پاریس
  - فرودگاه شارل دوگل پاریس پایگاه عملیاتی
  - فرودگاه اورلی پایگاه عملیاتی
- استراسبورگ – فرودگاه استراسبورگ
- تولوز – فرودگاه تولوز-بلانیاک پایگاه عملیاتی

آلمان
- برلین – فرودگاه برلین شونفلد پایگاه عملیاتی
- کلن/بن – فرودگاه کلن بن
- دورتموند – فرودگاه دورتموند
- دوسلدورف – فرودگاه بین‌المللی دوسلدورف
- هامبورگ – فرودگاه هامبورگ پایگاه عملیاتی
- مونیخ – فرودگاه مونیخ
- اشتوتگارت – فرودگاه اشتوتگارت

جبل طارق
- جبل طارق – فرودگاه جبل‌الطارق

یونان
- آتن – فرودگاه بین‌المللی آتن
- سفالونیا – فرودگاه بین‌المللی سفلوونیا [فصلی تابستان]
- خانیا – فرودگاه بین‌المللی خانیا [فصلی تابستان]
- کورفو – فرودگاه بین‌المللی کورفو [فصلی تابستان]
- هراکلیون – فرودگاه بین‌المللی هراکلین [فصلی تابستان]
- کالاماتا – فرودگاه بین‌المللی کالاماتا [فصلی تابستان]
- جزیره کس – فرودگاه بین‌المللی جزیره کوس [فصلی تابستان]
- میکونوس – فرودگاه ملی جزیره میکناس [فصلی تابستان]
- پروزا/لفکادا – فرودگاه ملی اکتیون [فصلی تابستان][۲]
- رودس – فرودگاه بین‌المللی رود [فصلی تابستان]
- سانتورینی – فرودگاه ملی سادورینی [فصلی تابستان]
- سالونیک – فرودگاه بین‌المللی سالونیک
- زاکینتوس – فرودگاه بین‌المللی زاکینثوس [فصلی تابستان]

مجارستان
- بوداپست – فرودگاه بین‌المللی بوداپست فرنک لیست

ایسلند
- ریکیاویک – فرودگاه بین‌المللی کفلاویک

جزیره من
- جزیره من – فرودگاه جزیره من

ایتالیا
- آلگرو – فرودگاه فرتیلیا
- باری – فرودگاه باری
- بولونیا – فرودگاه بلوونی گوگلیلمو مارکونی
- بریندیزی – فرودگاه بریندیسی
- کالیاری – فرودگاه کگلیاری-الماس
- کاتانیا – فرودگاه کاتانیا-فونتاناروسا
- لامتزیا ترمه – فرودگاه لامتزیا ترمه
- میلان
  - فرودگاه لینیت
  - فرودگاه میلانو مالپنسا پایگاه عملیاتی
- ناپل – فرودگاه ناپل پایگاه عملیاتی
- البیا – فرودگاه اولبیا - کاستا اسمرالدا
- پالرمو – فرودگاه پالرمو
- پیزا – فرودگاه گالیله
- رم – فرودگاه لئوناردو داوینچی-فیومیچینو
- تورین – فرودگاه تورین کاسله [فصلی زمستان]
- ونیز – فرودگاه ونیز مارکو پولو
- ورونا – فرودگاه ورونا

جرزی
- جرزی – فرودگاه جرزی

کوزوو
- پریشتینا - فرودگاه بین‌المللی پریشتینا

لوکزامبورگ
- لوکزامبورگ – فرودگاه لوگزامبورگ - فیندل

مالت
- مالت – فرودگاه بین‌المللی مالت

مونته‌نگرو
- تیوات – فرودگاه تیوات

هلند
- آمستردام – فرودگاه اسخیپول آمستردام پایگاه عملیاتی

لهستان
- کراکوف – فرودگاه بین‌المللی جان پل دوم کراکوف-بالیس

پرتغال
- فارو – فرودگاه فارو
- فونچال – فرودگاه مادیرا
- لیسبون – فرودگاه لیسبون پورتلا پایگاه عملیاتی
- Ponta Delgada – فرودگاه ژان پائولو دوم
- پورتو – فرودگاه فرنسیسکو جسا کارنئیرو پایگاه عملیاتی

اسلوونی
- لیوبلیانا – فرودگاه لیوبلیانا

اسپانیا
- آلیکانته – فرودگاه آلیکانته-الچه
- آلمریا – فرودگاه آلمریا
- جزایر بالئاری
  - ایبیزا، اسپانیا – فرودگاه ایبیزا [فصلی تابستان]
  - مینورکا – فرودگاه منورکا [فصلی تابستان]
  - پالما ده مایورکا – فرودگاه پالما د مایورکا
- بارسلون – فرودگاه بارسلونا-ال پرات
- بیلبائو – فرودگاه بیلبائو
- جزایر قناری
  - فوئرته‌ونتورا – فرودگاه فوئرته‌ونتورا
  - گران کاناریا – فرودگاه گرن کناریا
  - لانزاروته – فرودگاه لانزاروته
  - تنریف – فرودگاه تنریف جنوبی
- مادرید – فرودگاه مادرید-باراخاس
- مالاگا – فرودگاه مالاگا
- مورسیا – فرودگاه مورسیا-سان یاویر
- ابیدو/خیخن – فرودگاه آستوریاس
- سانتیاگو د کمپوستلا – فرودگاه سانتیاگو د کمپوستلا
- سویا – فرودگاه سن پابلو
- والنسیا – فرودگاه والنسیا

سوئیس
- بازل – فرودگاه بازل-مولوز-فرایبورگ اروپا
- ژنو – فرودگاه بین‌المللی ژنو
- زوریخ – فرودگاه زوریخ

بریتانیا
- ابردین – فرودگاه آبردین
- بلفاست – فرودگاه بین‌المللی بلفاست پایگاه عملیاتی
- بیرمنگام – فرودگاه بیرمنگام
- بورنموث – فرودگاه بورنموث [فصلی زمستان]
- بریستول – فرودگاه بریستول پایگاه عملیاتی
- ادینبرو – فرودگاه ادینبرو پایگاه عملیاتی
- گلاسگو – فرودگاه بین‌المللی گلاسگو پایگاه عملیاتی
- اینورنس – فرودگاه اینورنس
- لیدز/برادفورد – فرودگاه بین‌المللی لیدز برادفورد [فصلی زمستان]
- لیورپول – فرودگاه جان لنون لیورپول پایگاه عملیاتی
- لندن
  - فرودگاه گاتویک پایگاه عملیاتی
  - فرودگاه لوتن لندن پایگاه عملیاتی
  - فرودگاه جنوبی لندن پایگاه عملیاتی
  - فرودگاه استانستد لندن پایگاه عملیاتی
- منچستر – فرودگاه منچستر پایگاه عملیاتی
- نیوکاسل – فرودگاه نیوکاسل پایگاه عملیاتی

## مقصدهای متوقف‌شده
- کرواسی – فرودگاه رییکا، فرودگاه زاگرب
- مصر – فرودگاه بین‌المللی شرم‌الشیخ
- فنلاند – فرودگاه هلسینکی
- آلمان – فرودگاه برمن
- جزیره ایرلند – فرودگاه کرک، فرودگاه ایرلند غربی، فرودگاه شنن
- ایتالیا – فرودگاه فدریکو فلینی، فرودگاه چمپینو، رم
- اردن – فرودگاه بین‌المللی ملکه علیا
- لتونی – فرودگاه بین‌المللی ریگا
- مراکش – فرودگاه فس-سایس، فرودگاه ابن بطوطه طنجه
- هلند – فرودگاه ماستریخت آخن
- نروژ – فرودگاه فلسلند برگن
- لهستان – فرودگاه گدایسک لخ والسا، فرودگاه شوپن ورشو
- رومانی – فرودگاه بین‌المللی هنری کواندا
- روسیه – فرودگاه بین‌المللی دوموده‌دوو
- صربستان – فرودگاه بلگراد نیکولا تسلا
- اسلواکی – فرودگاه ام. آر. استفانیک
- اسپانیا – فرودگاه لاکرونیا
- سوئد – فرودگاه گوتنبرگ سیتی
- تونس - فرودگاه بین‌المللی منستیر – حبیب بورقیبه
- ترکیه – فرودگاه بین‌المللی صبیحه گوکچن
- بریتانیا – فرودگاه شهری جورج بست بلفاست، فرودگاه دونکاستر شفیلد رابین‌هود، فرودگاه ایست میدلند، فرودگاه نیوکوئی کورنوال